# Mónica Miquel
Mònica Miquel i Serdà (Barcelona, 18 de noviembre de 1962-24 de enero de 2023) fue una política española, diputada al Congreso de los Diputados en la VII Legislatura y alcaldesa de Cubellas (1999-2003).

## Biografía
Hizo estudios de Ciencias Económicas y algunos posgrados. En 1994 fundó Iniciativa per Cubelles dentro de Iniciativa per Catalunya Verds, partido con el que en las elecciones municipales españolas de 1994-1995 fue escogida regidora al ayuntamiento de Cubellas y consejera comarcal del Garraf de sanidad y servicios sociales. En las elecciones municipales españolas de 1999 fue escogida alcaldesa, pero el año 2000 dejó su cargo.
El año 2003 sustituyó en su escaño a Joan Saura, elegido en las elecciones generales de España de 2000. Fue portavoz titular de la Junta de Portavoces del Congreso de los Diputados. Continuó como regidora del ayuntamiento de Cubellas hasta que fue escogida alcaldesa en las elecciones municipales de España de 2011. No se presentó a la reelección en el 2015.